# Prešernovo gledališče Kranj
Prešernovo gledališče Kranj (kratica PGK) deluje od leta 1945, ko so se kranjski gledališki zanesenjaki s predvojnih amaterskih odrov združili v enotno gledališče. Po nekajmesečnem delovanju se je preimenovalo v Prešernovo gledališče. Prešernovo gledališče danes velja za profesionalno repertoarno gledališče in je prepoznavno po svojih družbeno angažiranih uprizoritvah. Nahaja se na Glavnem trgu 6, v Kranju. Prešernovo gledališče Kranj in posamezni člani so v preteklih letih prejeli številne nagrade, med drugim na različnih gledaliških festivalih v Sloveniji, Hrvaški, Češki, Poljski, Srbiji, Bosni, Romuniji in Bolgariji, gostovali pa so tudi v Južni Ameriki, Indiji, Rusiji ter Združenih državah Amerike.

## Zgodovina gledališča od nastanka do danes
V Kranju so predstave uprizarjali že od leta 1863, ko je mesto dobilo Narodno čitalnico, vendar se je to dogajalo na različnih lokacijah. Od leta 1907 je v okviru čitalnice deloval tudi samostojni dramski krožek. Po koncu vojne, leta 1945, so se igralci amaterskih odrov združili v Prešernovo gledališče in se preselili v stavbo takratnega Ljudskega doma. Gledališče se je profesionaliziralo 8. februarja 1950. Leto 1950/-51 je bila tako prva sezona poklicnega Prešernovega gledališča. 
V prvih letih svojega delovanja si je gledališče pridobilo sloves enega najbolj eksperimentalnih gledališč v Sloveniji. Mnogo slovenskih, jugoslovanskih, predvsem pa anglosaških tekstov je bilo v slovenščini izvedeno prav v tem gledališču. Prešernovo gledališče Kranj je obsegalo nekoliko bolj ustaljen repertoar, ki je zajemal štiri oz. pet premier različnih žanrov. Kljub vsemu je bilo gledališče v slovenski kulturni politiki prepoznavno kot nepredvidljivo in »neprijetno« (Logar, 1990). Na gledališko delo so močno vplivale skromne možnosti za obnovo gledališke stavbe. Posledica vsega tega je bila, da je bilo leta 1957 kranjsko gledališče na seznamu tistih slovenskih gledališč, ki jih je politika z novim gledališkim zakonom ukinila. Predlog je podal slovenski politični vrh, ki je v dveh letih zelo skrčil mrežo slovenskih polpoklicnih in poklicnih gledališč (Zorn, 2003). To je povzročilo »znamenito« kulturno-politično afero v Sloveniji. Proti predlogu oblasti so bili številni slovenski kulturni in drugi javni delavci in mediji. Gledališče je bilo kljub temu ukinjeno po uprizoritvi Shakespearove tragedije Romeo in Julija. 
Od leta 1958 do 1989 so se gledališki amaterji zbirali v dramski sekciji DPD Svoboda – Center Kranj. Delovali so kot stroga amaterska družina, ki je imela prostore v Prešernovem gledališču Kranj. Postali so zavod, ki je bil imenovan Prešernovo gledališče z amatersko dejavnostjo. Člani amaterskega gledališča so imeli še naprej zahteve po poklicnem gledališču. Prišlo je celo do predloga o združitvi Prešernovega gledališča z Mestnim gledališčem ljubljanskim, vendar do tega ni prišlo. Gledališče je organiziralo abonma, v katerem je bilo ob lastni dejavnosti mogoče videti tudi gostujoče predstave slovenskih poklicnih gledališč. Kranjski gledališčniki so nadaljevali z amaterskim delom, uprizarjali pa so tudi zahtevnejši program, zato si je gledališče  postopno pridobilo vzdevek »polpoklicno«.
Leta 1971 je Kranj dobil svoj festival, imenovan Teden slovenske drame (TSD). Ta je bil odločilen za umetniški renomé in vnovično profesionalizacijo Prešernovega gledališča. 1975 je bilo za Prešernovo gledališče leto kadrovskih sprememb. Za direktorja  je bil izvoljen Jakob Kurat, ki je nadomestil prejšnjega direktorja Marjana Lombarja, umetniški vodja pa je po odhodu Janeza Povšeta postal Matija Logar. Leta 1989, po mnogoletnem vztrajnem in kakovostnem delu umetniškega vodje Matije Logarja, je bilo Prešernovo gledališče Kranj ponovno potrjeno kot poklicno gledališče, ki je ob tehnično-organizacijskem kadru dobilo tudi svoj stalni igralski ansambel petih igralcev. Leta 1989 je imelo Prešernovo gledališče pet redno zaposlenih igralcev (Bernarda Oman, Judita Zidar, Tine Oman, Pavel Rakovec in Matjaž Višnar). Leta 1990 je direktorske naloge prevzel Milan Marinič. Leta 1998 je bil za ravnatelja imenovan mag. Tomaž Kukovica, vodenje umetniškega oddelka je za eno leto prevzel dramaturg Janez Vencelj, pozneje pa dramaturginja Marinka Poštrak.
Leta 2000 je bil na mesto direktorja Prešernovega gledališča imenovan Borut Veselko, leta 2011 pa je mesto direktorice prevzela Mirjam Drnovšček, vodja umetniškega oddelka in dramaturginja je trenutno Marinka Poštrak. Igralski ansambel se je v tem času s petih razširil na devet igralcev (Vesna Jevnikar, Peter Musevski, Vesna Pernarčič, Darja Reichman, Miha Rodman, Blaž Setnikar, Vesna Slapar, Aljoša Ternovšek, Borut Veselko).

## Arhitekturni razvoj gledališča
Pomembni dogodki v arhitekturnem razvoju Prešernovega Gledališča Kranj so bili prezidava obstoječe zgradbe (1908), začetek prenove (1940) in začetek preurejanja zunanjosti (1950). Pomembni ljudje, ki so sodelovali pri arhitekturnem razvoju gledališča, pa so bili arhitektka in kiparka Vladimira Bratuž ter arhitekti Dušan Ogrin, Ivan Vurnik in Jože Plečnik.
Gledališka stavba v Kranju je nastala ob cerkvi sv. Kancijana, v središču srednjeveškega mesta. V začetku 20. stoletja je dal kranjski župnik Anton Koblar stavbo prezidati v Ljudski dom. V osrednjem delu stavbe je že takrat nastala večja dvorana z odrom za uprizarjanje gledaliških predstav. Stavba Ljudskega doma je kmalu postala pomemben slovenski simbol v Kranju, saj so se januarja 1919 tam zbrali prostovoljci za obrambo severne meje na slovenskem Koroškem. Na gledališču je v spomin na ta dogodek vzidana spominska plošča.
Leta 1940 so začeli stavbo preurejati v modernejše gledališko poslopje. Načrte je izdelal arhitekt Ogrin. Stavbi so dogradili drugo nadstropje. Hkrati so razširili dvorano in povečali oder. Načrte za opremo dvorane je izdelal arhitekt Ivan Vurnik. Po izbruhu druge svetovne vojne so gradbena dela zastala, pročelje pa je ostalo nedokončano. 
Leta 1948 je študent arhitekture, Ferdinand Jocif iz Kranja dosegel, da je arhitekt Jože Plečnik pomagal pri reševanju nekaterih urbanističnih problemov Kranja. Plečnik je takrat izdelal več predlogov. Odločil se je za arhitekturni pristop oblikovanja fasade gledališča. Zidarska dela je izvedel stavbenik Jože Slavec iz Kranja. Preureditev pročelja gledališke stavbe je prispevala k novi podobi starega mestnega jedra Kranja. Notranjosti gledališke stavbe pa takrat niso spreminjali. Decembra 1952 so na podstavek pred gledališkim pročeljem postavili velik figuralni bronasti spomenik Franceta Prešerna, ki sta ga med letoma 1950 in 1952 izdelala kiparja Frančišek Smerdu in Peter Loboda. Ker je bil spomenik zaradi svoje velikosti kmalu deležen kritik, so prostor med njim in gledališčem kmalu zasadili z drevjem, da bi tako optično zmanjšali velikost spomenika. 
Ambiciozna preureditev pročelja gledališke stavbe je bila povezana tudi z ustanovitvijo poklicnega Prešernovega gledališča 8. februarja 1950. Razvoj gledališke dejavnosti pa je kmalu začela zavirati skromna gledališka stavba. Za novim pročeljem je namreč ostala slabo opremljena dvorana z majhnim odrom, ki so jo kasneje dobro opremili. 
Danes je v njej nameščenih 252 sedežev, od tega 196 v parterju in 56 na balkonu. Odrski del ima kvadratni tloris, ob straneh gledališča pa so prostori za gledališko osebje in rekvizite. Zunanjost stavbe skoraj z ničimer ne kaže, da je v notranjost umeščena gledališka dejavnost. Prav ta posebnost pa je odsev nenavadnega stavbnega razvoja Prešernovega gledališča.

## Direktorji
Direktorji Prešernovega gledališča Kranj so bili Marjan Lombar (od 1959 pa do leta 1974), Jakob Kurat (od 1975 do 1989), Milan Marinič (od 1990 do 1998), Tomaž Kukovica (od 1998 do 2000), Borut Veselko (od 2001 do 2010), Mirjam Drnovšček (od 2011 do 2021), Jure Novak (od junija 2021 do oktobra 2024), trenutni v. d. direktorja je Rok Bozovičar.

## Vodje umetniškega oddelka
Vodje umetniškega oddelka Prešernovega gledališča Kranj so bili Janez Povše (od 1971 do leta 1975), Matija Logar (od 1976 do 1996), Janez Vencelj (od 1997 do 1998), od leta 1998 do 2021 Marinka Poštrak, od maja 2021 do oktobra 2024 pa Jure Novak.

## Člani igralskega ansambla
Današnji ansambel z devetimi igralci predstavljajo Vesna Jevnikar, Vesna Pernarčič, Darja Reichman, Miha Rodman, Blaž Setnikar, Vesna Slapar, Aljoša Ternovšek, Borut Veselko in Živa Selan.

## Teden slovenske drame
Prešernovo gledališče Kranj je od leta 1971 organizator mednarodnega festivala Teden slovenske drame, na katerem se vsako leto v mesecu marcu oz. aprilu predstavijo najboljše uprizoritve iz Slovenije in tujine, ki so nastale na osnovi slovenskih dramskih besedil. Tako organizatorji podpirajo sodobno slovensko dramatiko. Prvotni cilj festivala je bil zamišljen kot pregled uprizorjene slovenske dramatike, že po sedmih letih pa so v okviru festivala začeli podeljevati nagrado Slavka Gruma za najboljše izvirno slovensko dramsko besedilo. Ob nagradi za dramsko besedilo je bilo ustanovljeno tudi Grün-Filipičevo priznanje za dosežke v slovenski dramaturgiji. Leta 1999  je Prešernovo gledališče festivalu dodalo »veliko nagrado« za najboljšo predstavo festivala po presoji strokovne žirije, ki je bila leta 2004 preimenovana v »Šeligovo nagrado«. Kasneje, leta 2006 je bila ustanovljena »nagrada občinstva«, leta 2011 pa še »nagrada za mladega dramatika«, ki se podeli najboljšemu dramskemu besedilu avtorja, mlajšega od 30 let. 
V okviru Tedna slovenske drame se izvaja tudi projekt dramskih delavnic, ki jih Prešernovo gledališče prireja v sodelovanju z različnimi gledališkimi institucijami (spletni portal sigledal.org, slovenski ITI, Sodobnost (revija), British Councilom in ostali) ter s številnimi mentorji iz Slovenije in tujine.

## Nagrajene uprizoritve
- 2021 - Posebno nagrado strokovne žirije ter nagrado okrogle mize kritikov na mednarodnem festivalu Gledališče na križišču (Teatar na raskršću)  v Narodnem gledališču Niš (Srbija) je prejela uprizoritev KONS: NOVI DOBI, ki sta jo za oder priredila Katarina Morano in Žiga Divjak
- 2021 - Nagrado viminacium maximus za najboljšo predstavo tekmovalnega programa po izboru strokovne žirije na mednarodnem festivalu III.Viminacium Fest v Požarevcu (Srbija) je prejela uprizoritev Škofjeloški pasijon (režija: Jernej Lorenci, koprodukcija: Prešernovo gledališče Kranj in Mestno gledališče Ptuj)
- 2021 - Šeligovo nagrada za najboljšo predstavo po izboru strokovne žirije ter nagrado občinstva na 51.Tednu slovenske drame je prejela uprizoritev Škofjeloški pasijon (režija: Jernej Lorenci, koprodukcija: Prešernovo gledališče Kranj in Mestno gledališče Ptuj)
- 2018 - Borštnikove nagrade za kolektivno igro, za režijo ter za glasbo predstavi Tadeusza Słobodzianeka Naš razred (režija: Nina Rajić Kranjac, glasba: Branko Rožman, koprodukcija:Prešernovo gledališče Kranj, Mestno gledališče Ptuj ter Mini teater Ljubljana)
- 2017 - predstava Helverjeva noč na 18. mednarodnem festivalu komornega gledališča Zlati lev v Umagu prejme prvo nagrado občinstva
- 2016 - Borštnikova nagrada za celostno vizualno podobo predstave Pred upokojitvijo kolektivu ustvarjalcev na 51. Festivalu Borštnikovo srečanje
- 2016 – nagrada Zlata Žar ptica na 16. mednarodnem Naj, naj, naj festivalu v Zagrebu za najboljšo uprizoritev v celoti predstavi Na Noetovi barki ob osmih
- 2014 – Borštnikovo srečanje: nagrada Društva gledaliških kritikov in teatrologov Slovenije (DGKTS) za najboljšo uprizoritev pretekle sezone 2013/14 predstavi Mrtvec pride po ljubico, režija Jernej Lorenci
- 2014 - Šeligovo nagrado na festivalu 44. Teden slovenske drame za najboljšo predstavo po oceni strokovne žirije prejme predstava 25.671 v režiji Oliverja Frljića
- 2013 - na mednarodnem gledališkem festivalu Joakiminterfest v Kragujevcu predstava 25.671 dobi nagrado za najboljši scenski pristop
- 2013 - Borštnikovo srečanje: nagrada Društva gledaliških kritikov in teatrologov Slovenije (DGKTS) za najboljšo uprizoritev pretekle sezone 2012/2013 avtorskemu projektu 25.671 v režiji Oliverja Frljića in produkciji Prešernovega gledališča Kranj
- 2013 - Šeligova nagrada za najboljšo predstavo po izboru strokovne žirije na festivalu 43. Teden slovenske drame: Rokovnjači avtorskega dvojca Miha Nemec – Nejc Valenti v koprodukciji Slovenskega narodnega gledališča Nova Gorica in Prešernovega gledališča Kranj
- 2011 - Šeligova nagrada za najboljšo predstavo po izboru strokovne žirije in Nagrada občinstva na 41. tednu slovenske drame (I.Cankar: Hlapci/Komentirana izdaja, r. Matjaž Berger)
- 2010 - Šeligova nagrada za najboljšo predstavo po izboru strokovne žirije na 40. tednu slovenske drame (V. Möderndorfer: Lep dan za umret, r. Vinko Mödrerndorfer)
- 2009 - Nagrada občinstva na Festivalu SKUP na Ptuju (J. Tatte Prečkanje avtoceste ali zgodba o zlati ribici, r. Andreja Kovač)
- 2008 - Satir za najboljšo uprizoritev na Festivalu SKUP na Ptuju (A. Strindberg Gospodična Julija, r. Mateja Koležnik)
- 2006 - Zlati lev za najboljšo predstavo v celoti na Mednarodnem festivalu Zlati lev v Umagu ( E. Jelinek Drame princes, r. Ivica Buljan)
- 2003 - Velika nagrada za najboljšo uprizoritev na Tednu slovenske drame v Kranju (A. T. Linhart Županova Micka, r. Vito Taufer)
- 2003 - Borštnikova nagrada za najboljšo predstavo v celoti (H. Pinter Zabava za rojstni dan, r. Vito Taufer)
- 2002 - Zlati lev za najboljšo predstavo v celoti na Mednarodnem festivalu Zlati lev v Umagu (O. von Horvath Vera, ljubezen, upanje, r.)
- 2002 - Nagrada občinstva za najboljšo predstavo na Mednarodnem festivalu Zlati lev v Umagu (O. von Horvath Vera, ljubezen, upanje, r.)
- 2001 - Zlati lev za najboljšo predstavo v celoti na Mednarodnem festivalu Zlati lev v Umagu (P. Vogel Kako sem se naučila voziti, r. Mateja Koležnik)